# Allen Midgette
Allen Midgette (Camden, 2 febbraio 1939 – Woodstock, 16 giugno 2021) è stato un pittore e attore statunitense.

## Biografia
Pittore fin da bambino, si ispirò all'arte indiana e a quella nativa americana.
Viaggiando in Italia nel 1960 conobbe, tramite il pittore americano Bill Morrow, suo migliore amico, Alberto Moravia, Elsa Morante e Pier Paolo Pasolini, ed entrò nel mondo del cinema. Diversi registi, ma specialmente Bernardo Bertolucci, gli diedero parti o "comparsate" nei loro film.
Nel 1963, tornato negli USA, entrò nella Factory di Andy Warhol.
Morì a Woodstock, New York.

## Filmografia
- La commare secca, regia di Bernardo Bertolucci (1962)
- Le quattro giornate di Napoli, regia di Nanni Loy (1962)
- Prima della rivoluzione, regia di Bernardo Bertolucci (1964)
- ****, regia di Andy Warhol (1967)
- The Nude Restaurant, regia di Andy Warhol (1967)
- Lonesome Cowboys, regia di Andy Warhol (1969)
- Le Vent d'est, scritto da Sergio Bazzini, Daniel Cohn-Bendit, Jean-Luc Godard (1970)
- Strategia del ragno, regia di  Bernardo Bertolucci (1970)
- 7254, regia di John Stember (1971)
- Novecento, regia di Bernardo Bertolucci (1976)
- Caldo soffocante, regia di Giovanna Gagliardo (1991)